# Ceutorhynchus pilosellus
Ceutorhynchus pilosellus är en skalbaggsart som beskrevs av Leonard Gyllenhaal 1837. Ceutorhynchus pilosellus ingår i släktet Ceutorhynchus, och familjen vivlar. Arten är reproducerande i Sverige.